# Бетлица
Бе́тлица — посёлок в Калужской области России, административный центр Куйбышевского района и сельского поселения «Посёлок Бетлица».

## География
Расположен в 170 км к юго-западу от Калуги, 32 километрах на запад от Кирова и в 79 км на северо-восток от Рославля. Одноимённая железнодорожная станция (1935).

## Этимология
По одной из легенд железнодорожная станция Бетлица, из которой потом вырос посёлок, получила своё официальное название по невнимательности чиновника, изготовлявшего печати и штампы для железнодорожного ведомства: вместо букв «в» и «м» и слове Ветмица (соседнее село) были выгравированы буквы «б» и «л».

## История
Основан в конце 1930-х годов как посёлок при станции на железнодорожной линии Фаянсовая — Рославль.
С 13 марта 1945 года административный (районный) центр Куйбышевского района Калужской области.
В 2004 году статус «посёлок» населённого пункта Бетлица изменён на статус «село».
В 2005 году статус «село» населённого пункта Бетлица изменён на статус «посёлок».
С 2006 года посёлок также является центром сельского поселения «Посёлок Бетлица», объединяющего 11 населённых пунктов.

## Население
| 1959 | 1970  | 1979  | 1989  | 2002  | 2010  | 2021  |
| ---- | ----- | ----- | ----- | ----- | ----- | ----- |
| 1153 | ↗2219 | ↗3074 | ↗3911 | ↘3868 | ↘3589 | ↗3959 |